# براد كوريغان
براد كوريغان (بالإنجليزية: Brad Corrigan)‏ هو موسيقي وعازف قيثارة أمريكي، ولد في 27 أغسطس 1974.

## وصلات خارجية
- الموقع الرسمي
- براد كوريغان على موقع ميوزك برينز (الإنجليزية)
- براد كوريغان على موقع ميوزك برينز (الإنجليزية)
- براد كوريغان على موقع ديسكوغز (الإنجليزية)